# Rivulus frommi
Rivulus frommi är en fiskart som beskrevs av Berkenkamp och Etzel, 1993. Rivulus frommi ingår i släktet Rivulus och familjen Rivulidae. Inga underarter finns listade i Catalogue of Life.